# Emballotheca monomorpha
Emballotheca monomorpha är en mossdjursart som beskrevs av Gordon 1984. Emballotheca monomorpha ingår i släktet Emballotheca och familjen Parmulariidae. Inga underarter finns listade i Catalogue of Life.